# Lucas Moreira Neves

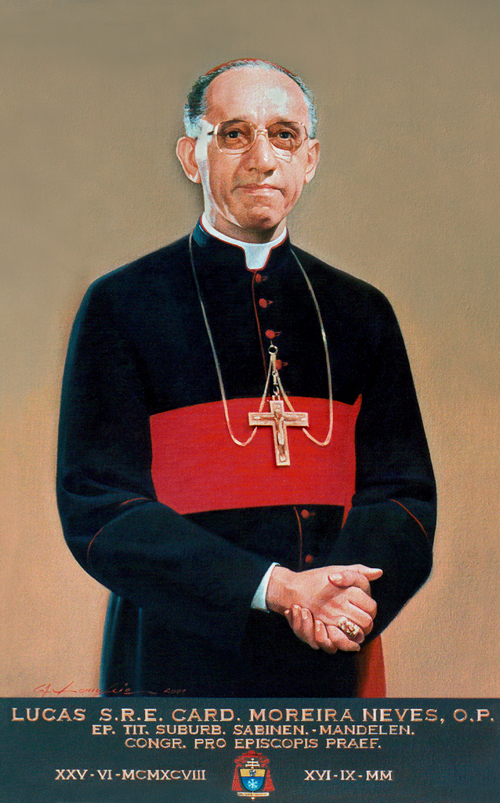
Lucas Kardinal Moreira Neves OP (Gemälde)

Kardinalswappen

Lucas Kardinal Moreira Neves OP (* 16. September 1925 in São João del Rei in Brasilien; † 8. September 2002 in Rom) war von 1987 bis 1998 Erzbischof von São Salvador da Bahia und später Kurienkardinal der römisch-katholischen Kirche.

## Leben
Moreira Neves, ältestes von zehn Kindern eines Schusters und einer Lehrerin, trat in den Orden der Dominikaner ein und studierte bis 1951 Philosophie und Theologie in São Paulo sowie im französischen Var. Er legte am 7. März 1945 die Profess ab und empfing am 9. Juli 1950 die Priesterweihe. Nachdem er von 1952 bis 1953 Subprior des Dominikanerkonvents von Rio de Janeiro war, wirkte er in verschiedenen Positionen im Bildungsbereich. Ab 1966 war er Offizial für die brasilianische Bischofskonferenz.
Am 9. Juni 1967 ernannte Papst Paul VI. ihn zum Weihbischof in São Paulo und zum Titularbischof von Feradi Maius. Die Bischofsweihe spendete ihm der Erzbischof von São Paulo und spätere Kardinaldekan Agnelo Rossi am 26. August 1967 vor der Rosenkranzkirche in São João del-Rei. Mitkonsekratoren waren der Bischof von São João del-Rei, Delfim Ribeiro Guedes, und der Bischof von Porto Nacional, Alain du Noday OP.
Am 7. März 1974 ernannte ihn Papst Paul VI. zum Vizepräsidenten des Päpstlichen Rates für die Laien. Lucas Moreira Neves wurde am 15. Oktober 1979 pro hac vice zum Titularerzbischof von Feradi Maius und zum Sekretär der Kongregation für die Bischöfe ernannt. Am 3. Januar 1987 wurde er zum Titularerzbischof von Forum Novum ernannt. Am 9. Juli 1987 wurde er Erzbischof von São Salvador da Bahia und Primas von Brasilien.
Papst Johannes Paul II. nahm ihn am 28. Juni 1988 als Kardinalpriester mit der Titelkirche Santi Bonifacio ed Alessio in das Kardinalskollegium auf. Zwischen dem 31. August und 4. September 1994 vertrat Kardinal Moreira Neves Johannes Paul II. als Sondergesandten beim Nationalen Eucharistischen Kongress von Argentinien. Am 25. Juni 1998 wurde er zum Kardinalbischof von Sabina-Poggio Mirteto erhoben und zum Präfekten der Bischofskongregation ernannt. Zusätzlich wurde er Präsident der Päpstlichen Kommission für Lateinamerika.
Moreira Neves wurde 1996 Mitglied der Academia Brasileira de Letras, der brasilianischen Akademie der Literatur in Rio de Janeiro, und der sechste Stuhlinhaber des Sitzes Nr. 12.
Altersbedingt reichte er seinen Rücktritt ein und emeritierte zum 16. September 2000. Er erlag im September 2002 den Folgen einer Diabeteserkrankung, nachdem er zudem wegen Nierenleidens in der römischen Klinik Pio XI behandelt worden war. Beigesetzt wurde Kardinal Moreira Neves, gemäß seinem Wunsch, in der Kathedrale von Salvador.